# Veronika Wallingerová
Veronika Wallingerová, provdaná Stallmeierová, (* 30. července 1966 Sankt Koloman) je bývalá rakouská sjezdařka. Získala bronzovou medaili ve sjezdu na zimních olympijských hrách v roce 1992 v Albertville.
Wallingerová je dvojnásobná juniorská mistryně světa v alpské kombinaci a ve sjezdu v roce 1984. První bod ve Světovém poháru získala hned ve svém prvním závodě ve Val-d'Isère 7. prosince 1983, když obsadila 15. místo. Svého prvního pódiového umístění dosáhla 15. prosince 1988 ve sjezdu v Zauchensee, když skončila druhá za Marií Walliserovou.
Veronika Wallingerová patřila deset let k nejlepším evropským sjezdařkám. Účastnila se tří olympiád: Zimních olympijských her 1984 v Sarajevu, kde obsadila desáté místo ve sjezdu, zimních olympijských her 1992 v Albertville, kde získala bronzovou medaili ve sjezdu a zimních olympijských her 1994 v Lillehammeru, kde dojela ve sjezdu čtrnáctá. Přestože dosáhla ve světovém poháru mnoha pódiových umístění ve sjezdu a 3. prosince 1994 byla druhá v super-G ve Vailu, nikdy se jí nepodařilo závod vyhrát. Ve zmíněném závodě zaostala za svou týmovou kolegyní Sylvií Ederovou o pouhé dvě setiny sekundy. V sezóně 1987/1988 byla v celkovém pořadí světového poháru ve sjezdu čtvrtá.
Naposledy startovala ve světovém poháru v super-G 7. ledna 1995 v Hausu. Po vážném zranění kolene v témže roce ukončila kariéru. Žije v Salcburku. Roku 1992 byla vyznamenána Čestným odznakem Za zásluhy o Rakouskou republiku.